# Chavi Ladaga
José Manuel Ladaga Fernández, detto Chavi (Saragozza, 5 gennaio 1968), è un allenatore di calcio a 5 ed ex giocatore di calcio a 5 spagnolo.

## Carriera
Con la nazionale maschile di calcio a 5 della Spagna ha disputato il FIFA Futsal World Championship 1992, concluso dalle furie rosse al terzo posto. In totale, ha disputato 11 incontri con la Nazionale, senza realizzare reti. Dopo il ritiro ha allenato per sette stagioni il S10 Saragozza.

## Palmarès
- Coppa di Spagna: 2
Sego Zaragoza: 1992-93
ElPozo Murcia: 1994-95
- Supercoppa di Spagna: 1
Sego Zaragoza: 1993